# Libuše Průšová
Libuše Průšová (* 13. Juli 1979 in Valašské Meziříčí, Tschechoslowakei) ist eine ehemalige tschechische Tennisspielerin.

## Karriere
Průšová bevorzugte ihr Spiel auf Sandplätzen.
Sie gewann während ihrer Karriere neun Einzel- und sechs Doppeltitel des ITF Women’s Circuits. Auf der WTA Tour erreichte sie mit dem Idea Prokom Open 2003 ein Doppelfinale, das sie an der Seite von Maret Ani gegen Tetjana Perebyjnis/Silvija Talaja mit 4:6 und 2:6 verlor.
Ein Karrierehöhepunkt war das Halbfinale im Doppel der Australian Open 2004 mit Maret Ani. Dort verloren sie gegen Swetlana Kusnezowa/Jelena Lichowzewa mit 2:6 und 4:6.
Für ihr Geburtsland nahm sie an den Olympischen Sommerspielen 2004 im Doppel in Athen teil, mit Barbora Strýcová als Doppelpartnerin. Sie verloren ihr Erstrundenpartie mit 2:6, 6:3 und 1:6 gegen das russische Team Swetlana Kusnezowa/Jelena Lichowzewa.

## Turniersiege

### Einzel
| Nr. | Datum          | Turnier           | Kategorie   | Belag             | Finalgegnerin        | Ergebnis      |
| --- | -------------- | ----------------- | ----------- | ----------------- | -------------------- | ------------- |
| 1.  | 1997           | Warschau          | ITF $10.000 | Sand              | Hana Šromová         | 6:2, 6:7, 6:4 |
| 2.  | August 1998    | Plzeň             | ITF $10.000 | Sand              | Anna Żarska          | 6:4, 6:3      |
| 3.  | September 1998 | Zadar             | ITF $10.000 | Sand              | Katarzyna Strączy    | 7:5, 6:0      |
| 4.  | Dezember 1998  | Přerov            | ITF $10.000 | Hartplatz         | Zuzana Ondrášková    | 6:3, 6:3      |
| 5.  | August 1999    | Bukarest          | ITF $25.000 | Sand              | Zsófia Gubacsi       | 6:1, 6:1      |
| 6.  | Oktober 1999   | Plzeň             | ITF $10.000 | Sand              | Hana Šromová         | 6:4, 6:1      |
| 7.  | Dezember 2001  | Prag              | ITF $10.000 | Hartplatz         | Magdalena Zděnovcová | 6:3, 6:3      |
| 8.  | Juli 2002      | Český Krumlov     | ITF $25.000 | Sand              | Sandra Kleinová      | 3:6, 6:4, 6:3 |
| 9.  | Dezember 2004  | Valašské Meziříčí | ITF $25.000 | Hartplatz (Halle) | Lucie Šafářová       | 7:67, 6:4     |

### Doppel
| Nr. | Datum          | Turnier   | Kategorie   | Belag             | Partnerin           | Finalgegnerinnen                  | Ergebnis      |
| --- | -------------- | --------- | ----------- | ----------------- | ------------------- | --------------------------------- | ------------- |
| 1.  | Dezember 1998  | Přerov    | ITF $10.000 | Hartplatz         | Renata Kučerová     | Olga Blahotová Eva Martincová     | 6:7, 6:1, 6:2 |
| 2.  | September 2003 | Bordeaux  | ITF $75.000 | Sand              | Maret Ani           | Iveta Benešová Olga Blahotová     | 6:3, 6:4      |
| 3.  | September 2003 | Biella    | ITF $50.000 | Sand              | Ľubomíra Kurhajcová | Martina Müller Lenka Němečková    | 6:2, 6:4      |
| 4.  | Dezember 2003  | Ostrava   | ITF $25.000 | Teppich (Halle)   | Barbora Strýcová    | Iveta Benešová Michaela Paštiková | 6:2, 6:4      |
| 5.  | Juni 2004      | Prostějov | ITF $75.000 | Sand              | Barbora Strýcová    | Peng Shuai Eva Hrdinová           | 6:1, 6:3      |
| 6.  | November 2005  | Průhonice | ITF $25.000 | Hartplatz (Halle) | Lucie Hradecká      | Olga Blahotová Eva Hrdinová       | 6:3, 3:6, 6:3 |

## Abschneiden bei Grand-Slam-Turnieren

### Einzel
| Turnier         | 2003 | 2004 | 2005 | Karriere |
| --------------- | ---- | ---- | ---- | -------- |
| Australian Open | 1    | 1    | —    | 1        |
| French Open     | 1    | —    | 1    | 1        |
| Wimbledon       | —    | —    | —    | —        |
| US Open         | —    | —    | —    | —        |

### Doppel
| Turnier         | 2004 | 2005 | Karriere |
| --------------- | ---- | ---- | -------- |
| Australian Open | HF   | 1    | HF       |
| French Open     | 1    | —    | 1        |
| Wimbledon       | 1    | —    | 1        |
| US Open         | 1    | —    | 1        |